# Achery
Achery – miejscowość i gmina we Francji, w regionie Hauts-de-France, w departamencie Aisne.
Według danych na 2011 rok gminę zamieszkiwało 608 osób, a gęstość zaludnienia wynosiła 88 osób/km².